# Mary Pepchinski
Mary Pepchinski, née en 1955 aux États-Unis, est une architecte, historienne de l'architecture, critique d'art et curatrice américaine. Ses recherches et ses travaux portent sur l'architecture et l'urbanisme modernes, les femmes architectes du XXe siècle, les relations entre paysage et architecture, ainsi que la photographie et l'architecture.

## Biographie
Mary Pepchinski commence ses études aux États-Unis. Elle étudie l'art à l'Université Cornell, l'histoire de l'art au Barnard College et  l'architecture à l'Université Columbia. Elle travaille comme architecte pendant cinq ans. En 1988, elle rejoint l'université technique de Berlin en tant qu'assistante de recherche. En 1993, elle est nommée professeure des principes fondamentaux du design à l'Université technique et économique de Dresde. En 2002, elle est professeure invitée Oktavia Aigner-Rollett (de) pour l'histoire des femmes et les études de genre à la faculté d'architecture de l'université technologique de Graz. En 2004, elle obtient son doctorat à l'Université des Arts (UdK) de Berlin avec un sujet sur les études sur les femmes et le genre. En 2017-2018, elle occupe la chaire invitée Klara Marie Faßbinder (de) pour les études sur les femmes et le genre à l'Université de sciences appliquées de Mayence. De septembre 2018 à 2021, elle enseigne la théorie de l'architecture en tant que professeure d'architecture à l'Université technique de Dresde.
Ses recherches portent sur l'architecture et l'urbanisme modernes ainsi que sur le travail des femmes architectes du XXe siècle. En 2017, elle est curatrice et membre du comité scientifique pour l'exposition Les femmes architectes en Allemagne, 1900-2000 présentée au Musée allemand de l'architecture, à Francfort-sur-le-Main.
En 2017, elle publie une étude comparative entre les pays germanophones et les États-Unis, sur les préoccupations féministes et l'organisation spatiale des espaces domestiques. Vers 1900, les discours féministes investissent l'organisation spatiale, au sein des classes moyennes et supérieures. Elle présente des documents, des plans, des projets jusque-là inédits.

## Prix et distinctions
- Prix des jeunes architectes, Ligue architecturale de New York, 1986
- prix de la Fondation Beverly Willis, Society of Architectural Historians, 2010

## Publications
- (en) Mary Pepchinski et Christina Budde, Women Architects and Politics: Intersections between Gender, Power Structures and Architecture in the Long 20th Century, Transcript, 2022 (ISBN 978-3-8394-5630-9)
- (de) Mary Pepchinski,, Christina Budde, Wolfgang Voigt et Peter Cachola Schmal, Frau Architekt. Deutsches Architekturmuseum, Ernst Wasmuth Verlag Tübingen, 2017 (ISBN 978-3-8030-0829-9)
- (en) Mary Pepchinski et Mariann Simon, Ideological equals: Women Architects in Socialist Europe 1945–1989, ,, New York, Routledge, 2017 (ISBN 978-1-4724-6926-7)
- (en) Mary Pepchinski, Feminist Space. Exhibitions and Discourses between Philadelphia and Berlin, 1865–1912, Weimar, VDG Verlag und Datenbank für Geisteswissenschaften, Kromsdorf bei Weimar, 2017 (ISBN 978-3-89739-538-1)